# Claudio Francesco Beaumont
Claudio Francesco Beaumont  (* 4. Juli 1694 in Turin; † 21. Juni 1766 ebenda) war ein italienischer Maler und Zeichner französischer Abstammung.

## Leben

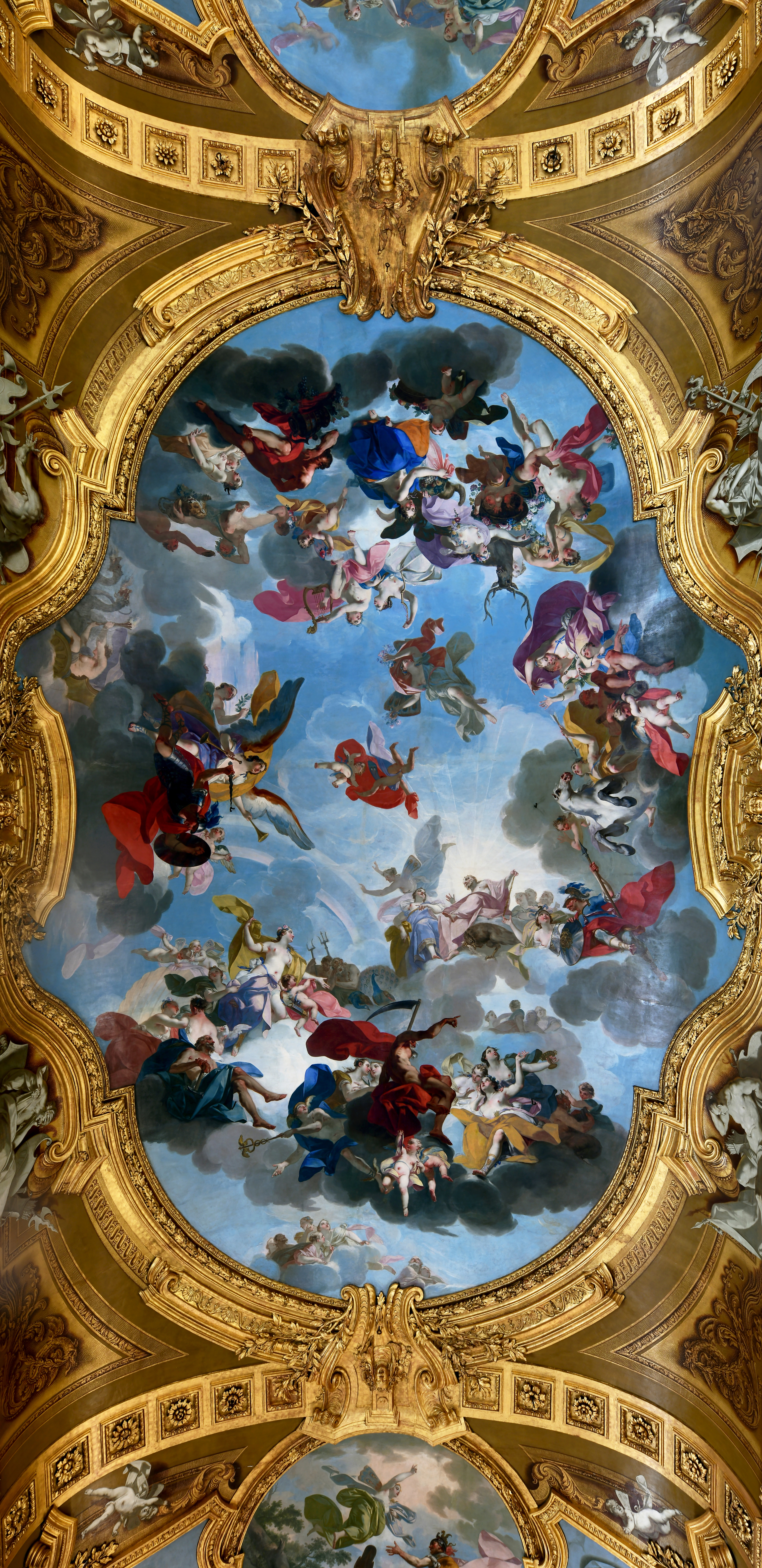
Claudio Francesco Beaumont: Zentrales Deckenbild aus dem Aeneas-Zyklus in der Gran Galleria (Armeria reale), Palazzo Reale, Turin

Über Beaumonts erste künstlerische Ausbildung ist nichts bekannt. Eine allgemeine Schulbildung in Grammatik, Rhetorik, Mathematik und Architektur erhielt er durch Jesuiten.
Im Jahr 1716 begab er sich nach Bologna, um die dortige Malerei zu studieren, und reiste nach einigen Monaten weiter nach Rom, wo er bis 1719 blieb und Schüler von Francesco Trevisani war.
Zwischen 1719 und 1723 war er zurück im heimatlichen Turin und wirkte im Palazzo Reale, wo er u. a. ein Deckenbild der Aurora schuf. Während dieser Zeit war er außerdem Prior der Turiner Malervereinigung Confraternita di San Luca.
Es folgte ein längerer Aufenthalt in Rom von 1723 bis 1731. Dort stand er wieder mit Trevisani in Kontakt, aber auch mit der Academie Française und wurde 1725 in die Accademia di San Luca aufgenommen. In Rom schuf Beaumont im Auftrag von Vittorio Amedeo II., Herzog von Savoyen und König von Sardinien, verschiedene Gemälde sowie Entwürfe für Tapisserien für Schlösser in Turin und Umgebung, insbesondere für den Palazzo Reale und für Rivoli.
1727 erkrankte Beaumont schwer und konnte deswegen zeitweilig nicht arbeiten, erhielt vom König aber eine finanzielle Unterstützung, sowie eine jährliche Pension von 2000 Lire.
In den folgenden Jahren schuf er für den Palazzo Madama eine Sofonisba, die er 1729 von Rom nach Turin sandte (seit dem 19. Jahrhundert in Privatbesitz), sowie zwei Gemälde für die Basilica di Superga – eine Hl. Margarete und Der Hl. Carlo spendet den Pestkranken die Kommunion (1730). Für die Kirche Santa Croce in Turin entstand eine Kreuzabnahme.
Auf königlichen Wunsch kehrte Beaumont 1730–31 nach Turin zurück und wurde dort am 4. Juli 1731 von Carlo Emanuele III. offiziell zum Hofmaler ernannt. Im Folgenden begann er mit Dekorationen im Palazzo Reale, zunächst im Arbeitszimmer und im Kabinett des Königs, die 1733 fertiggestellt waren; der Maler fertigte auch eine Beschreibung dieser Malereien an, die Descrizione delle pitture terminate l'anno 1733 da Claudio Beaumont nella Real camera e Gabinetto del Regio Palazzo di Torino dedicate al Re Carlo Emanuele di Sardegna felicemente regnante (Autograph in der Biblioteca Reale, Turin).
Ab 1734 schuf er weitere Vorlagen für die neu gegründete und von Vittorio Demignot geleitete Teppichmanufaktur in Turin und wurde 1736 zum Ritter des Ordens der Heiligen Mauritius und Lazarus (Cavaliere dell'ordine dei SS. Maurizio e Lazzaro) erhoben.
Im Frühling 1737 reiste er vorübergehend nach Venedig, um dort in königlichem Auftrag einige Gemälde zu erwerben. Dabei kam er wahrscheinlich in Kontakt mit Sebastiano Ricci und Giambattista Pittoni.

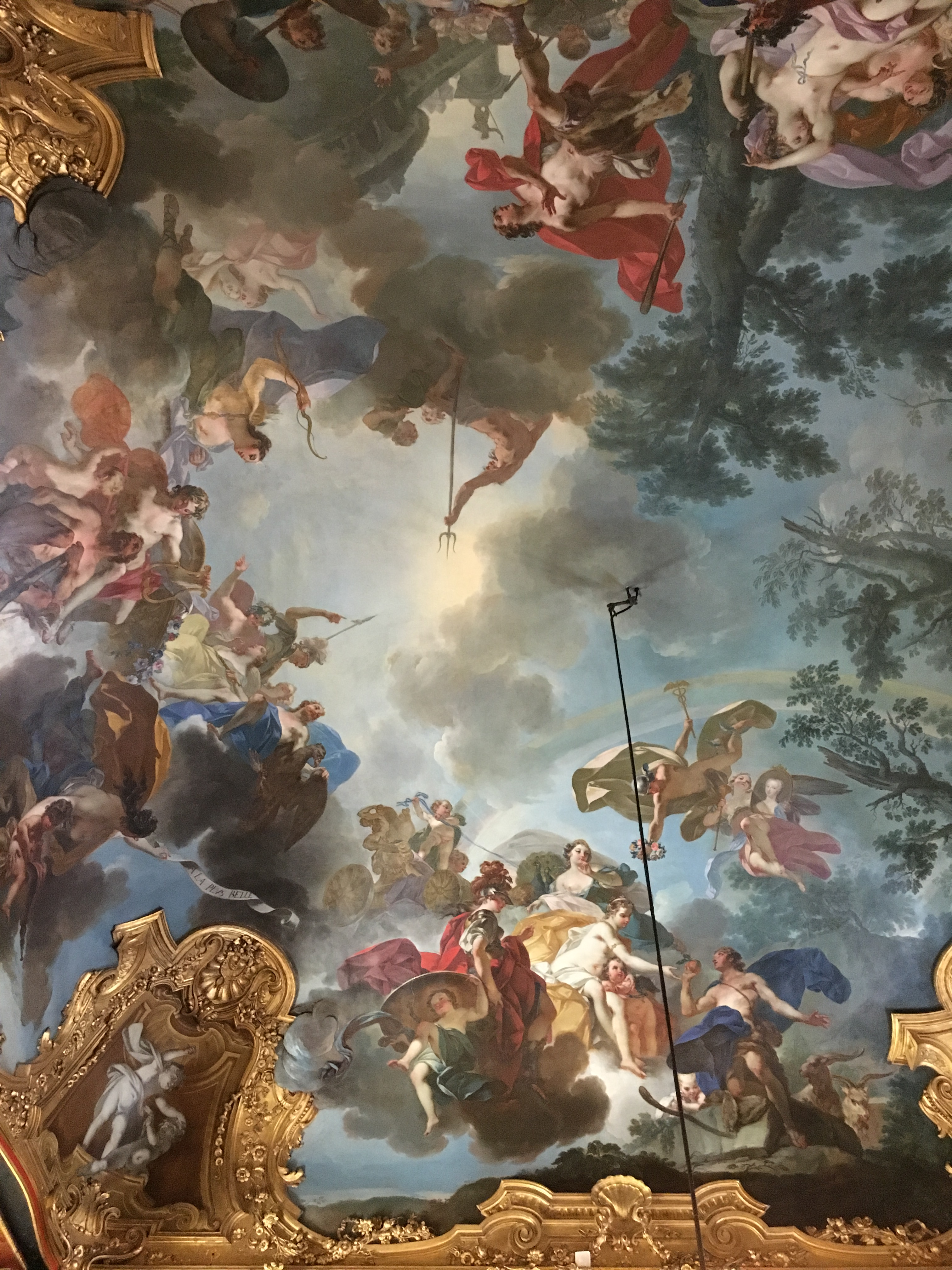
Detail aus dem Deckenbild Urteil des Paris im Gabinetto cinese, Palazzo reale, Turin

Im selben Jahr begann Beaumont das Deckengemälde mit dem Urteil des Paris im Chinesischen Kabinett des Palazzo reale (bis 1739) und den Deckenzyklus mit der Geschichte des Aeneas in der Großen Galerie (oder Armeria reale), seinem Hauptwerk. Die letzteren waren 1748 fertiggestellt und wurden wiederum beschrieben in einer Descrizione delle pitture fatte nella Nuova Galleria o Galleria delle Battaglie del Palazzo Reale.
Am 13. Juni 1738 wurde Beaumont von Carlo Emanuele III. die Leitung einer neu gegründeten Zeichenschule für Maler, Bildhauer und Teppichwirker anvertraut.
Er schuf außerdem Altarbilder für verschiedene Kirchen im Piemont, wie für das Monastero della Visitazione in Pinerolo (1740, 1748, 1749), für die Chiesa del Carmine in Turin (1755–1760), und für die Kirche Santa Maria Maggiore in Racconigi (1762).
Claudio Francesco Beaumont starb am 21. Juni 1766 in Turin und wurde einen Tag später in der Kirche Santa Teresa bestattet.
Er hatte vier Kinder: Carlo Emanuele (1715–1736), der ebenfalls Maler war; Vittoria; Costantino (1728–1763) sowie Vincenzo Annibale, der eine geistliche Laufbahn einschlug und Universalerbe seines Vaters war.

## Würdigung
Beaumont war ein heute wenig bekannter Künstler ersten Ranges, der in seinem Personalstil verschiedene Anregungen aus den klassischen Traditionen der Bologneser (u. a. Cignani, Franceschini) und der Römischen Schule (u. a. Cortona, Maratta) mit moderneren Strömungen des Rokoko im Sinne von Francesco Trevisani, von venezianischen (S. Ricci, Pittoni), neapolitanischen (Solimena, Conca) und französischen Malern (Boucher, Lemoyne) verband. In seinen zahlreichen Deckengemälden im Palazzo reale von Turin erweist er sich außerdem als ein würdiger und eigenständiger Nachfolger von Daniel Seiter.
Beaumonts Malerei ist von raffinierter Eleganz und Bewegtheit und in seinen reifen Werken von kühnem, und dabei sehr ansprechendem Farbenreichtum. In seinem sehr klaren Kolorit verband er sowohl kräftige, als auch zartere und introvertierte Töne zu einer Symphonie von spezieller Eigenart. Auffällig ist dabei die Verwendung einer ganzen Palette von Rosé bis Lila-Tönen, die wie gesagt neben kraftvollen Farben wie Rot, Gelb, Orange oder leuchtendem Ultramarin-Blau stehen.

## Galerie

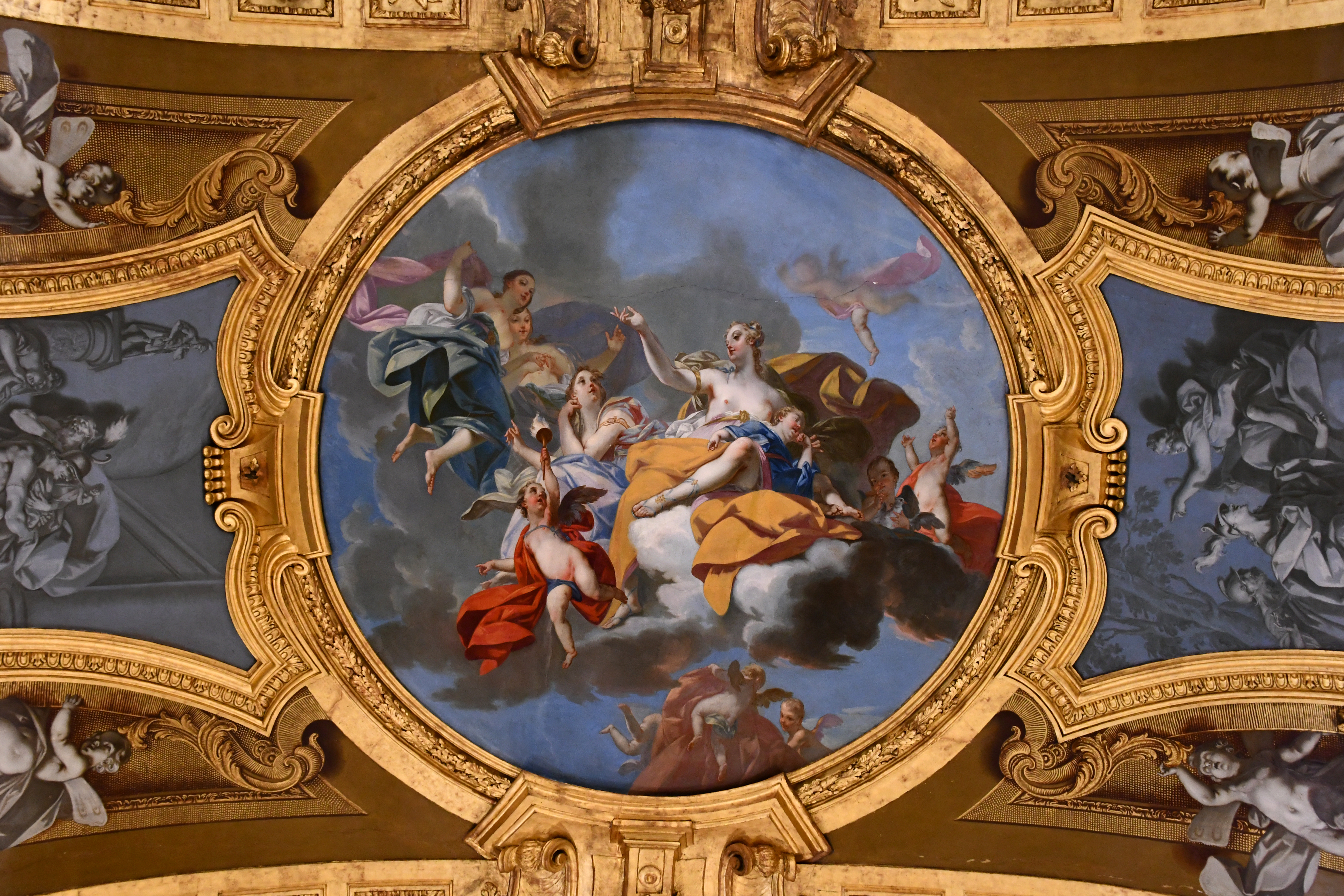
Ausschnitt aus dem Aeneas-Zyklus in der Gran Galleria (Armeria reale), Palazzo Reale, Turin
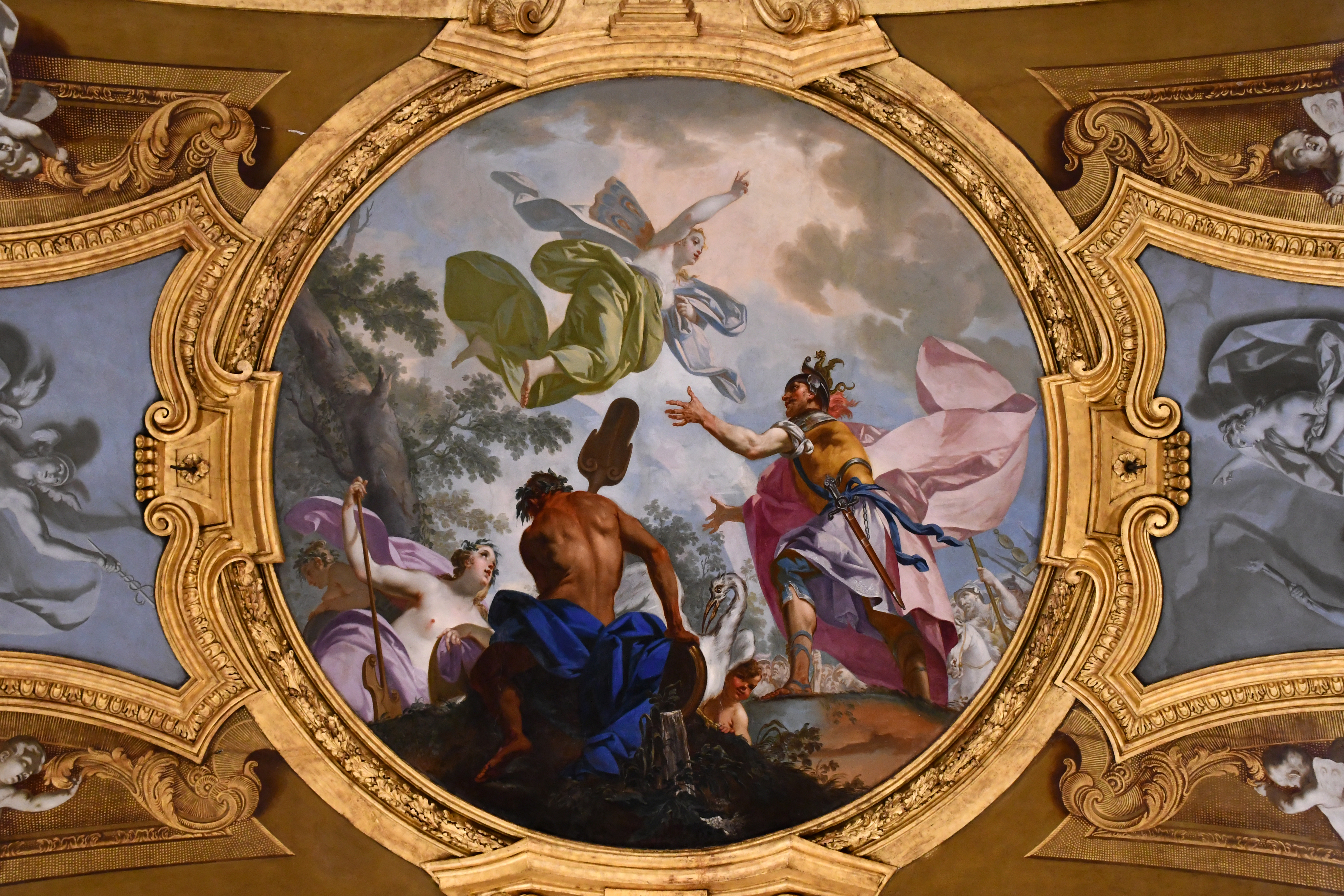
Ausschnitt aus dem Aeneas-Zyklus in der Gran Galleria (Armeria reale), Palazzo Reale, Turin

## Ehrungen
- Cavaliere dell’ordine dei SS. Maurizio e Lazzaro, 1736